# Neslişah Sultan

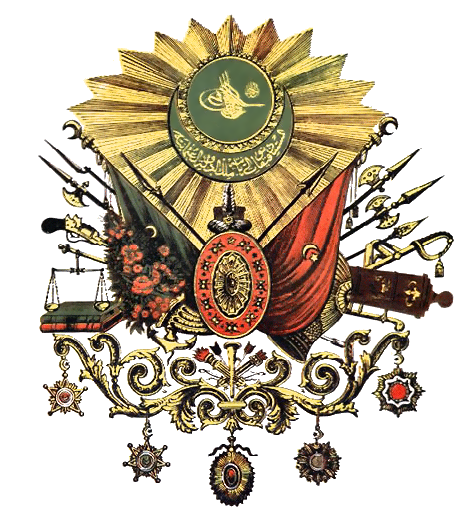
Herb Imperium Osmańskiego

Fatma Neslişah Sultan ( osmańskoturecki : فاطمه نسل شاہ سلطان, „ ta, która się wstrzymuje ” i „ zrodzona z Şah ”, znana również jako Büyük Neslişah, a po 1957 roku jako Neslişah Osmanoğlu; ur. 2 lutego 1921, zm. 2 kwietnia 2012 ) - księżniczka osmańska, córka Şehzade Ömera Faruka i Rukiye Sabiha Sultan. Była żoną księcia koronnego Egiptu i Sudanu Muhammada Abdela Moneima. Nigdy formalnie nie wstąpiła na tron z powodu rewolucji egipskiej w 1952 roku.

## Wczesne życie
Fatma Neslişah Sultan urodziła się 2 lutego 1921 roku w Pałacu Nişantaşı. Jej ojcem był Şehzade Ömer Faruk, jedyny syn kalifa Abdülmecida II i jego pierwszej małżonki Şehsuvar Hanım. Jej matką była Rukiye Sabiha Sultan, młodsza córka osmańskiego sułtana Mehmeda VI i jego pierwszej żony Nazikedy Kadın. Miała dwie młodsze siostry, Zehrę Hanzade Sultan, młodsza od niej dwa lata i Necla Hibetullah Sultan, młodsza od niej pięć lat. Jej narodziny były ostatnimi odnotowanymi w pałacowym rejestrze członków dynastii, co czyni ją ostatnim oficjalnym członkiem cesarskim dynastii osmańskiej. Wkrótce po urodzeniu nadano jej przydomek Büyük Neslişah, czyli Neslişah „starsza”, aby odróżnić ją od jej nieco młodszej kuzynki Safveta Neslişaha Sultana, znanej jako Küçük Neslişah (Neslişah „młodsza”). 
Po wygnaniu rodziny cesarskiej w marcu 1924 roku Neslişah wraz z rodziną przeniosła się do Nicei we Francji. Mieszkał z nimi także jej dziadek ze strony ojca Abdülmecid II, który w ładne dni zabierał ją i jej siostry nad morze, oraz jej babcia ze strony matki, Nazikeda. Dzieciństwo i młodość spędziła we Francji, zanim w 1938 roku przeniosła się do Egiptu, została poproszona o poślubienie przez egipskiego księcia Hassana Toussouna, którego przyjęła pomimo dezaprobaty rodziców. Jednak później z nieznanych powodów odwołał zaręczyny. 

## Małżeństwo
W 1940 roku Neslişah została poproszona o poślubienie księcia Muhammada Abdela Moneima, syna kedywu egipskiego Abbasa Hilmi II i jego żony Ikbal Hanim, który utracił możliwość do poślubienia księżniczki Myzejen Zogu, siostry Zoga I z Albanii. Ömer Faruk przyjął tę propozycję, motywując ją przede wszystkim dziedzictwem księcia, które opiewało na kwotę około 50 milionów dolarów amerykańskich. Miało to bardzo pomóc rodzinie Neslişah, zrujnowanej na wygnaniu, jednak Neslişah była wyjątkowo niezadowolona. Zdecydowała się poddać ojcu dopiero wtedy, gdy zagroził, że się jej wyprze, pomimo faktu, że jej młodsza siostra Hanzade, zgłosiła się na ochotniczkę, by poślubić w jej miejsce Moneima, czego jej ojciec odrzucił. 
Ślub odbył się w Kairze, w pałacu el-Orouba, w dniu 26 września 1940 roku, a Neslişah przyjęła tytuł Sahibat-al Sumuw Al-Amira Neslishah (Jej Królewska Wysokość Księżniczka Neslişah). Rok później urodziła księcia Sultanzade'a Abbasa Hilmiego. Trzy lata później przyszła na świat księżniczka Ikbal Hanımsultan, urodzona 22 grudnia 1944 roku. 
W 1944 roku małżeństwo jej rodziców popadło w kryzys, ponieważ jej ojciec zakochał się w jednej ze swoich kuzynek, Mihriban Mihrişah Sultan. Matka była wspierana przez Neslişah i jej siostry. Na spotkaniu rodzinnym mający na celu wybór następcy Abdülmecida II na głowę rodziny Sabiha, jak i jej trzy córki stanęły po stronie Şehzade Ahmeda Nihada. Ten zinterpretował to na znak, że żona manipulowała jego córkami przeciwko niemu. Rozwiedli się w 1948 roku, a Faruk poślubił Mihrişah, z którą Neslişah nigdy się nie dogadywała. Po rozwodzie Neslişah okresowo gościła matkę Sabihę, która przeprowadziła się do małego mieszkania niedaleko jej domu.
Kiedy egipscy wolni oficerowie obalili króla Faruqa I podczas rewolucji lipcowej 1952 roku, wybrali księcia Abdela Moneima na szambelana trzyosobowego organu rządzącego i zgodzili się przejąć władzę Faruqa na rzecz jego nowo koronowanego syna Fuʾāda II z Egiptu. Organ regentów został rozwiązany 7 września 1952 roku, a jedynym księciem-regentem został Abdel Moneim. Podobnie jak jego żona, Neslişah przyjęła obowiązki de facto królowej małżonki, chociaż jej nieliczne oficjalne wystąpienia podczas regencji męża dotyczyły głównie działalności charytatywnej. Podobnie jak poprzedzające ją małżonki królewskie brała udział w wydarzeniach sportowych, takich jak najważniejsze mecze polo i finał międzynarodowego turnieju tenisowego. 
Regencja księcia Abdela Moneima trwała zaledwie dziesięć miesięcy. Egipska Rada Dowództwa Rewolucyjnego zniosła monarchię 18 czerwca 1953 roku, a w 1957 aresztowano Abdela Moneima i Neslişah. Została ona wkrótce uwolniona dzięki interwencji prezydenta Turcji Celâla Bayara, który zwrócił się o jej uwolnienie, jednak ponownie została zmuszona do wygnania. Później przez krótki czas mieszkała w Europie, a następnie, po otrzymaniu informacji o zniesieniu wygnania dla księżniczek osmańskich, wróciła do rodzinnej Turcji. W 1963 roku złożyła wniosek o obywatelstwo tureckie i przyjeła nazwisko Osmanoğlu.
Książę Abdel Moneim zmarł w 1979 roku w Stambule, gdzie Neslişah nadal mieszkała ze swoją niezamężną córką Ikbal. 

## Śmierć
Neslişah zmarła na atak serca 2 kwietnia 2012 roku w swoim domu w Ortaköy pod opieką córki. W chwili śmierci była najstarszą z żyjących księżniczek osmańskich. Po śmierci Şehzade Burhaneddin Cem, syna Şehzade Ibrahim Tevfik, w 2008 i Şehzade Ertuğrul Osman w 2009, była także ostatnią ocalałą osobą z dynastii osmańskiej, która żyła w czasach Imperium Osmańskiego. 
Pogrzeb odbył się w meczecie Yıldız Hamidiye. Została pochowana na cmentarzu Aşiyan Asri w pobliżu matki i sióstr. 
Ówczesny prezydent Abdullah Gül przekazał członkom rodziny kondolencje. Premier Recep Tayyip Erdoğan modlił się za księżniczkę. „To był symbol szlachty, w którym była krew Osmana” – powiedział w parlamencie. „Wspominamy ją z głębokim szacunkiem i błogosławieństwami”.

## Charakter
Neslişah, dobrze wykształcona kobieta, biegle władała językiem francuskim, angielskim, niemieckim i arabskim, była także zapaloną narciarką, pływaczką i jeźdźcem. Interesowała się także historią, literaturą, geografią, botaniką i kulturą kuchni. Cieszyła się także dużym szacunkiem wielu znaczących dyrygentów świata muzycznego.  

## Pochodzenie
|  |                          |  |  |  |  |  |  |  |  |  |  |  |  |  |  |  |
|  | 8. Abdulaziz             |  |  |  |  |  |  |  |  |  |  |  |  |  |  |  |
|  |                          |  |  |  |  |  |  |  |  |  |  |  |  |  |  |  |
|  |                          |  |  |  |  |  |  |  |  |  |  |  |  |  |  |  |
|  | 4. Abdulmejid II         |  |  |  |  |  |  |  |  |  |  |  |  |  |  |  |
|  |                          |  |  |  |  |  |  |  |  |  |  |  |  |  |  |  |
|  |                          |  |  |  |  |  |  |  |  |  |  |  |  |  |  |  |
|  | 9. Hayranidil Kadın      |  |  |  |  |  |  |  |  |  |  |  |  |  |  |  |
|  |                          |  |  |  |  |  |  |  |  |  |  |  |  |  |  |  |
|  |                          |  |  |  |  |  |  |  |  |  |  |  |  |  |  |  |
|  | 2. Şehzade Ömer Faruk    |  |  |  |  |  |  |  |  |  |  |  |  |  |  |  |
|  |                          |  |  |  |  |  |  |  |  |  |  |  |  |  |  |  |
|  |                          |  |  |  |  |  |  |  |  |  |  |  |  |  |  |  |
|  | 5. Şehsuvar Hanım        |  |  |  |  |  |  |  |  |  |  |  |  |  |  |  |
|  |                          |  |  |  |  |  |  |  |  |  |  |  |  |  |  |  |
|  |                          |  |  |  |  |  |  |  |  |  |  |  |  |  |  |  |
|  | 1. Neslişah Sultan       |  |  |  |  |  |  |  |  |  |  |  |  |  |  |  |
|  |                          |  |  |  |  |  |  |  |  |  |  |  |  |  |  |  |
|  |                          |  |  |  |  |  |  |  |  |  |  |  |  |  |  |  |
|  | 12. Abdulmejid I         |  |  |  |  |  |  |  |  |  |  |  |  |  |  |  |
|  |                          |  |  |  |  |  |  |  |  |  |  |  |  |  |  |  |
|  |                          |  |  |  |  |  |  |  |  |  |  |  |  |  |  |  |
|  | 6. Mehmed VI             |  |  |  |  |  |  |  |  |  |  |  |  |  |  |  |
|  |                          |  |  |  |  |  |  |  |  |  |  |  |  |  |  |  |
|  |                          |  |  |  |  |  |  |  |  |  |  |  |  |  |  |  |
|  | 13. Gülüstü Hanım        |  |  |  |  |  |  |  |  |  |  |  |  |  |  |  |
|  |                          |  |  |  |  |  |  |  |  |  |  |  |  |  |  |  |
|  |                          |  |  |  |  |  |  |  |  |  |  |  |  |  |  |  |
|  | 3. Sabiha Sultan         |  |  |  |  |  |  |  |  |  |  |  |  |  |  |  |
|  |                          |  |  |  |  |  |  |  |  |  |  |  |  |  |  |  |
|  |                          |  |  |  |  |  |  |  |  |  |  |  |  |  |  |  |
|  | 14. Hasan Marshan        |  |  |  |  |  |  |  |  |  |  |  |  |  |  |  |
|  |                          |  |  |  |  |  |  |  |  |  |  |  |  |  |  |  |
|  |                          |  |  |  |  |  |  |  |  |  |  |  |  |  |  |  |
|  | 7. Nazikeda Kadın        |  |  |  |  |  |  |  |  |  |  |  |  |  |  |  |
|  |                          |  |  |  |  |  |  |  |  |  |  |  |  |  |  |  |
|  |                          |  |  |  |  |  |  |  |  |  |  |  |  |  |  |  |
|  | 15. Fatma Horecan Aredba |  |  |  |  |  |  |  |  |  |  |  |  |  |  |  |
|  |                          |  |  |  |  |  |  |  |  |  |  |  |  |  |  |  |
|  |                          |  |  |  |  |  |  |  |  |  |  |  |  |  |  |  |